# Elías Sandez
Elías Sandez, vollständiger Name Elías Alberto Sandez Beron, (* 30. März 1995 in Montevideo) ist ein uruguayischer Fußballspieler.

## Karriere
Der 1,74 Meter große Offensivakteur Sandez steht seit der Saison 2016 im Profikader des Zweitligisten Canadian Soccer Club. Dort debütierte er unter Trainer Matías Rosa am 26. November 2016 beim 3:0-Heimsieg gegen Miramar Misiones mit einem Startelfeinsatz in der Segunda División. In der Saison 2016 bestritt er drei Zweitligaspiele ohne persönlichen Torerfolg.